# Championnats du monde de biathlon 1976
L'édition des Championnats du monde de biathlon 1976 se tient à Antholz-Anterselva, dans la province de Bolzano, au Trentin-Haut-Adige (Italie) le 31 janvier 1976 et ne concerne que le sprint, l'individuel et le relais étant au programme des Jeux olympiques d'hiver de 1976.

## Les résultats
| Épreuve        | Or                 | Argent              | Bronze           |
| Sprint 10 km H | Alexandre Tikhonov | Aleksandr Yelizarov | Nikolaï Krouglov |

## Le tableau des médailles
| Médailles | Pays             | Or | Argent | Bronze | Ensemble |
| --------- | ---------------- | -- | ------ | ------ | -------- |
| 1         | Union soviétique | 1  | 1      | 1      | 3        |